# Live at the Kings Head Inn
Live at the Kings Head Inn is het eerste livealbum van de punkband Avail, uitgegeven door Old Glory Records in 1994 en later nog een keer uitgegeven door Jade Tree Records in 2006 met een paar bonustracks.

## Nummers
1. "Sidewalk"
2. "Stride"
3. "Strong"
4. "Observations"
5. "Predictable"
6. "Forgotten"
7. "Pinned Up"
8. "Kiss Off" (cover van Violent Femmes)
9. "Connection"